# Oya (orisha)
Oyá (en yoruba, Oiá) o Yànsá  es una de las deidades de la religión yoruba Sincretiza con la Virgen de la Candelaria y Santa Teresa de Jesús.

## Descripción
Primer Orisha femenino en aparecer en la rueda del Batuque. Oyá es la diosa de las tempestades y del viento fuerte que la precede, pertenece al Panteón yoruba. Se dice de ella que es Efuele ti' da gi l'oke-l'-oke (el viento que arrasa y arranca los árboles desde la cima). Gobierna junto con Chango. Es uno de los pocos orishas que pueden dominar a los Eggunes (espíritus de los muertos) facultad que le fue concedida por Babalú Ayé. Fue el gran amor de Oggun hasta que ella lo dejó por Chango. Es autoritaria pero sensual, de temperamento muy fuerte, dominante e impetuoso. Es una de las esposas de Chango, a quién acompañaba en todas sus batallas
También  es la dueña de la puerta del cementerio. Junto a Elegguá, Orula y Obatala domina los cuatro vientos.
Esta diosa también se conoce con el nombre de Yànsá del Yorùbá Iyámsá (Iyá: madre -Omo: hijos - Mesá: nueve) por ser madre de nueve egguns dado lo cual ejerce un poder especial sobre estos.
Posee 23 caminos o avatares, en los que se nombra:
1. Oya Yansa Bí Funkó.
2. Oya Dumí.
3. Oya De.
4. Oya Bumí.
5. Oya Bomi.
6. Oya Nira.
7. Oya Igbalé.
8. Oya Niké.
9. Oya Tolá.
10. Oya Dira.
11. Oya Funké.
12. Oya Iya Efon.
13. Oya Afefere.
14. Oya Yansá Mimú.
15. Oya Obinídodo.
16. Oya Yansa Duma.
17. Oya Yansa Doco.
18. Oya Tombowa.
19. Oya Ayawá.
20. Oya Tapa.
21. Oya Tomboro.
22. Oya Yansa Odó.
23. Oya Yansá Orirí.

Oyá representa un ideal femenino ajeno a la cultura Yoruba. Entre los Yoruba, las mujeres no formaban parte del ejército como sucedía con otros pueblos del África occidental ecuatorial. Según las tradiciones, Oyá es originaria del norte del país Yoruba. Es posible que en algún lugar de esa área, las mujeres fueran utilizadas en la caballería real como lo eran en el Dahomey, nación donde ella es conocida como divinidad relacionada con los fenómenos atmosféricos. Parece que fue en el Dahomey, donde la diosa adquirió su carácter de amazona intrépida y violenta, ya que en Yoruba las realidades ambientales no parecen justificar la función del culto a una divinidad femenina tan interesada en actividades que en su cultura son propias de los hombres.

## Patakí de Oya
Cuenta la leyenda que aunque dejó a Oggun por Shango, nunca dejaron de ser amantes con Oggun. Otros dicen que se volvieron enemigos irreconciliables, sea lo que sea siempre se identifican con el gran amor que sintieron.
Otra leyenda cuenta que estaban todos los orishas danzando y Xapaná (también conocido como Babalú ayé) estaba escondido detrás de la puerta mirando, Oggun lo vio y preguntó a su madre: -¿Por qué se esconde mi hermano?-, ella le respondió: -Porque no quiere mostrar sus llagas. Entonces Oggun salió, tomó a su hermano y le hizo con pajas de la costa la vestimenta que lo hace característico. Xapaná volvió a la fiesta y empezó a danzar junto a los otros Orixás, éstos al verlo se corrieron y lo dejaron bailando solo. Oya al verlo fue y danzó junto a él, levantando un viento, el afefe, el cual levantó las pajas de la costa de Xapana y lo mostró a sus hermanos con un rostro y cuerpo hermosos, entonces todos sus hermanos se levantaron y fueron a danzar junto a él. Xapaná en agradecimiento a Oya le dio el poder que tiene sobre los muertos, por eso se dice que ella danzó con la muerte y la venció.

###### Mitos de Oyá y Egguns
Oyá no podía tener hijos y fue a consultar al Babalawo. Este le dijo, entonces, que si ofreciera sacrificios, podría tenerlos. Uno de los motivos por los cuales no tenía todavía era porque ella no respetaba su prohibición alimentaria (ebó), que prohibía comer carne de carnero. El sacrificio sería de 18.000 caracoles de mar (el pago), muchas telas coloridas y carne de carnero. Con la carne preparó un remedio para que ella lo comiera; y nunca más debería comer de esa carne. En cuanto a las telas, deberían se entregadas como ofrenda. 
Ella así lo hizo y, tiempo después, dio a luz nueve hijos (número místico de Oyá). De ahí en adelante ella también pasó a ser conocida por el nombre de "Iyá omo mésan", que quiere decir "la madre de nueve hijos" y que se aglutina como "Iyansan".
Hay otra leyenda para explicar el mito de Iansã. En cierta época, las mujeres eran relegadas a un segundo plano en sus relaciones con los hombres. Entonces ellas resolvieron castigar a sus maridos, pero sin ningún criterio o límite, abusando de esta decisión, humillándolos en demasía.
Oyá era la líder de las mujeres, que se reunían en el bosque. Oyá había domado y entrenado un mono marrón llamado ijimerê (en Nigeria). Utilizó para ello una rama de atori (ixã) y lo vestía con una ropa hecha de varias tiras de tela colorida, de modo que nadie veía el mono debajo de las telas. Siguiendo un ritual, mientras Oyá blandía el ixä en el suelo el mono saltaba de un árbol y aparecía de forma alucinante, moviéndose como fuera entrenado para hacerlo. De este modo, durante la noche, cuando los hombres pasaban por ahí, las mujeres (que estaban escondidas) hacían aparecer el mono y ellos huían totalmente asustados. Cansados de tanta humillación, los hombres fueron con un babalawô para intentar descubrir lo que estaba sucediendo. A través del jogo de Ifá, y para castigar a las mujeres, el babalawô les cuenta la verdad y les enseña como vencer a las mujeres a través e sacrificios y astucia. Oggun fue el encargado de la misión. El llegó al lugar de las apariciones antes que las mujeres. Se vistió con varias telas, quedando totalmente cubierto y se escondió. Cuando las mujeres llegaron, apareció súbitamente, corriendo, gritando y blandiendo su espada por los aires. Todas huyeron desesperadas, inclusive Oyá. Desde entonces los hombres dominaron a las mujeres y las expulsaron para siempre del culto de Eggun; hoy, ellos son los únicos autorizados para invocarlo y venerarlo. Pero, aun así, ellos rinden homenaje a Oyá, en su calidad de Igbalé, como creadora del culto de Eggun. Conviene hacer notar que, en el culto, Eggun nace en la selva (igbo igbalé). En Brasil, en el ilê awo, él nace en el cuarto de balé, donde son colocadas ofrendas de comidas y realizadas ceremonias a los Egguns. Oyá también es venerada como madre y reina de Eggun, como Oyá Igbalé. Y, como nos explica la leyenda, Oyá, la selva y el mono están íntimamente ligados al culto, inclusive en relación con la voz del mono como forma de hablar del Eggun

## Herramientas de Oya
El símbolo de esta diosa guerrera es la lanza. También se la representa por medio de un objeto hecho de metal en forma de rayo o descarga eléctrica.  Cuando baja lleva en la mano un sable y un rabo de caballo o iruke, símbolo de autoridad. 
Su arma es el Iruke negro, que es una vara de pelos hecha del rabo de un caballo, atado a un cabo de hueso de madera o metal, con esta arma ella domina a los Eggunes.
Los aires, vientos y temporales

## Pasajes de Oya
- Iansa
- Timboa
- Dirá

En Cuba, Oyá no aparece como una divinidad fluvial, sino como la diosa de las tempestades y del terrible viento que las precede. También se asocia con otros fenómenos atmosféricos, tales como la centella, la tromba de viento, el rayo, etc. Su culto es muy importante, no solamente por su relación con las tempestades, y por ser esposa de Changó, sino también por su extraña asociación con los muertos.  En Cuba, Oyá no es la primera esposa de Changó, como se la considera en África, sino la segunda. Es una mujer esbelta, y corpulenta, de carácter violento y apasionado. Se dice que cuando se enfada es más peligrosa que Changó, quien se casó con ella debido a los múltiples servicios que esta valiente mujer le prestó en sus guerras. Se dice que a Oyá le gusta tanto la guerra como a su esposo 
Oyá es la dueña de la centella, los temporales y la puerta del cementerio y su color emblemático es el rojo vino o los estampados de flores de muchos colores. Se le representa por una hermosa mujer muy femenina, valiente y aguerrida, de temperamento apasionado y violento. Sus armas principales son el iruke y el machete.

## Características de Oya
- Color: Marrón, Vinotinto y los del arco iris lleva todos los colores menos el negro
- En el diloggún habla por Osá ( 9 ) y su refrán dice que ¨el mejor amigo es el peor enemigo¨
- En los obi habla en Oyekun y en Okana
- En los nkobos habla por Mariwanga
- Saludo: ¡Jekua Jey Yansa! Epaieio Oya
- Data: 2 de febrero y en la región oriental de Cuba es el 15 de octubre.
- Día de la semana: Viernes día de pagar castigos
- Metales: Cobre, hierro, zirconio, plomo se le pide por asuntos de amor
- Algunas partes del cuerpo: Estómago, vagina, sangre, trompas de Falopio, Huesos de la cintura pélvica, senos.
- Santos: La Virgen de la Candelaria (Patrona de Canarias, en España) y Santa Teresa de Jesús.